# Pedicularis alopecuroides
Pedicularis alopecuroides är en snyltrotsväxtart som beskrevs av Johannes Michael Friedrich Adam och John Stevenson. Pedicularis alopecuroides ingår i släktet spiror, och familjen snyltrotsväxter. Inga underarter finns listade i Catalogue of Life.